# جان پیرسما
جان پیرسما (به انگلیسی: John Piersma) (زادهٔ ۲۵ ژانویهٔ ۱۹۷۵) شناگر اهل ایالات متحده آمریکا است.